# Neuroacanthocytose

Cette condition est héritée par voie récessive autosomique

La neuroacanthocytose est une maladie génétique se caractérisant par des troubles neurologiques progressant lentement, cognitifs, des changements dans le comportement et une acanthocytose des hématies.
Le trouble neurologique principal est une chorée, mais certains individus présentent un syndrome parkinsonien. Une dystonie est habituelle affectant surtout la région buccale et la langue responsable de dysarthrie et de trouble de la déglutition entraînant un amaigrissement. Les mouvements de la langue et des lèvres sont caractéristiques. Une myopathie s'associe à ces signes.
Les changements du comportement font penser à un syndrome frontal. Une épilepsie survient chez la moitié des individus et peut être la première manifestation.
La plupart de cas commence vers 35 ans mais peut survenir entre 10 et 70 ans. La maladie peut entraîner un handicap majeur en quelques années. L'espérance de vie est diminuée.
Le diagnostic repose sur l'imagerie à résonance magnétique du cerveau. L'acanthocythose est présente dans moins de 50 % des cas et peut survenir tard. La créatine phosphokinase sanguine est augmenté dans la majorité des cas. La biopsie musculaire révèle une atrophie musculaire.

## Sources
- (en) Carol Dobson-Stone, Luca Rampoldi, Antonio Velayos Baeza, Adrian Danek, Anthony P Monaco, Choreoacanthocytosis In GeneTests: Medical Genetics Information Resource (database online). Copyright, University of Washington, Seattle. 1993-2005